# Péter Ács
Péter Ács (ur. 10 maja 1981 w Egerze) – węgierski szachista, arcymistrz od 1998 roku.

## Kariera szachowa
Pierwszym międzynarodowym sukcesem Ácsa było zdobycie tytułu mistrza Europy juniorów w roku 1992 w Rimavskiej Sobocie. Cztery lata później zdobył brązowy medal na mistrzostwach świata juniorów do lat 16, które odbyły się na Minorce. W roku 1999 zwyciężył w turnieju Agro w Budapeszcie. Największy sukces w karierze odniósł w Atenach w roku 2001, zostając mistrzem świata juniorów do lat 20. W roku 2002 odniósł kolejny duży sukces, wygrywając bardzo silnie obsadzony turniej w Hoogeveen (przed Aleksandrem Chalifmanem, Judit Polgár oraz Loekiem van Wely) oraz podzielił I miejsce w otwartym turnieju w Pardubicach. Również w tym samym roku zdobył (wraz z drużyną) srebrny medal na olimpiadzie szachowej w Bledzie oraz tytuł indywidualnego wicemistrza Węgier. W roku 2004 wystąpił w Trypolisie w mistrzostwach świata FIDE rozgrywanych systemem pucharowym, pokonując w I rundzie Predraga Nikolicia, ale w II ulegając Siergiejowi Mowsesianowi. W 2007 r. podzielił I m. (wspólnie z Pentalą Harikrishna) w memoriale György Marxa w Paks.
Najwyższy ranking w dotychczasowej karierze osiągnął 1 stycznia 2003 r., z wynikiem 2623 punktów zajmował wówczas 72. miejsce na światowej liście FIDE, jednocześnie zajmując 4. miejsce wśród węgierskich szachistów.